# Natália Lage
Natália Lage Vianna Soares (Niterói, 30 de outubro de 1978) é uma atriz e apresentadora brasileira.

## Carreira
Aos quatro anos de idade, incentivada pelo pai, um administrador de empresas, Natália Lage participou de diversos comerciais. Depois do primeiro, para a Caixa Econômica Federal, foi muito requisitada, anunciando desde refrigerantes a creme dental. Aos nove anos, era da escola direto para os estúdios da Rede Globo, para gravar episódios do seriado Tarcísio & Glória,  exibido entre abril e dezembro de 1988 e protagonizado por um famoso casal da TV brasileira, Tarcísio Meira e Glória Menezes. Natália faz novelas desde os dez anos - quando estreou em O Salvador da Pátria. Fez Perigosas Peruas em 1992 e foi a protagonista da novela O Amor Está no Ar, em 1997.
Em 1999 interpretou Marina em Malhação, uma das personagens principais da temporada, onde permanece na temporada seguinte também, saindo do seriado com bastante popularidade entre os adolescentes. Em seguida fez participações especiais nas novelas A Padroeira, Kubanacan e Da Cor do Pecado. Foi a vilã Beatriz na novela A Lua Me Disse, de Miguel Falabella com a personagem que disputa o amor do galã Wagner Moura. No teatro, encenou diversos espetáculos como Zastrozzi, montagem de Selton Mello e Daniel Herz para texto do canadense George Walker, Orlando com o texto de Virginia Woolf na direção de Bia Lessa e Eu Nunca Disse que Prestava  com texto de  Adriana Falcão e Lu Pessanha, dirigida por Rodrigo Penna.
No cinema, participou dos filmes O Homem do Ano, adaptação de José Henrique Fonseca, para o romance O Matador, de Patrícia Melo. É esteve no elenco de 2 Filhos de Francisco e de Xuxa e o Tesouro da Cidade Perdida. Esteve no espetáculo teatral Quando Se é Alguém, baseado no  texto de Luigi Pirandello (1867-1936) traduzido pela diretora e pesquisadora Martha Ribeiro. Em 2010, esteve no elenco do filme Como Esquecer interpretando Lisa, nesse mesmo ano ela esteve no teatro com a peça Comédia Russa, escrito por Pedro Brício e a direção é de João Fonseca. Natália fez parte do elenco de A Grande Família até 2011, quando deixou o seriado. Natália fez parte do elenco do seriado Tapas & Beijos, interpretando a dançarina Lucilene. Em 2013, participou do elenco do filme Vai que Dá Certo como Jaqueline, personagem que voltou a interpretar em uma continuação em 2016.

## Vida pessoal
Natália Lage começou a namorar o cineasta Rodrigo Lages em 2006, casando-se com ele em 2013. Os dois se separaram em 2018.

## Filmografia

### Televisão
| Ano       | Título                       | Personagem                         | Notas                                             |
| --------- | ---------------------------- | ---------------------------------- | ------------------------------------------------- |
| 1988      | Tarcísio & Glória            | Mariana Silvestrini                |                                                   |
| 1989      | O Salvador da Pátria         | Regina Matos                       |                                                   |
| 1990      | Gente Fina                   | Tatiana Azevedo Paiva (Tatá)       |                                                   |
| 1992      | Perigosas Peruas             | Andréa Falcão Belotto (Tuca)       |                                                   |
| 1992      | Você Decide                  | Cíntia                             | Episódio: "Antes Que o Amor Acabe"                |
| 1992      | Você Decide                  | Júlia                              | Episódio: "Mentiras de Amor"                      |
| 1993      | O Mapa da Mina               | Beatriz Amaral (Bia)               |                                                   |
| 1994      | Você Decide                  | Cibele                             | Episódio: "Cinderela"                             |
| 1994      | Tropicaliente                | Ana Carolina Botelho (Adrenalina)  |                                                   |
| 1995      | Cara & Coroa                 | Erika Villar Matos (Kika)          |                                                   |
| 1997      | O Amor Está no Ar            | Luísa Schneider                    |                                                   |
| 1998      | Mulher                       | Tetê                               | Episódio: "O Princípio de Tudo"                   |
| 1998      | Você Decide                  | Laura                              | Episódio: "Ligeiramente Grávida"                  |
| 1999–2001 | Malhação                     | Marina Ferreira Granato de Almeida | Temporadas 5–7                                    |
| 2002      | A Padroeira                  | Ana                                | Episódios: "13–14 de fevereiro"                   |
| 2002      | A Grande Família             | Júlia                              | Episódios: "A Família Monstro" e "O Sétimo Silva" |
| 2003      | Retrato Falado               | Irani                              | Episódio: "Dona Beraldina"                        |
| 2003      | Kubanacan                    | Frida                              | Episódio: "15 de setembro"                        |
| 2004      | Sob Nova Direção             | Zoraide                            | Episódio: "O Casamento do Meu Melhor Inimigo"     |
| 2004      | Da Cor do Pecado             | Roxane                             | Episódios: "3–17 de maio"                         |
| 2005      | A Lua Me Disse               | Beatriz Nogueira Queiroz           |                                                   |
| 2006      | Sitcom.br                    | Natália                            | Episódio: "Romance"                               |
| 2006      | Linha Direta Justiça         | Catharine Palse                    | Episódio: "Os Crimes da Rua do Arvoredo"          |
| 2006      | A Diarista                   | Dani                               | Episódio: "Luz, Câmera... Inanição!"              |
| 2006      | Retrato Falado               | Naty                               | Episódio: "Maria Lucia"                           |
| 2006      | Pé na Jaca                   | Cecília                            | Episódios: "22–30 de novembro"                    |
| 2006–2011 | A Grande Família             | Maria Angelina Carvalho (Gina)     | Temporadas 6–11                                   |
| 2012      | Louco por Elas               | Luana                              | Episódio: "Ex-Namoradas de Léo se Reúnem"         |
| 2012–2015 | Tapas & Beijos               | Lucilene Amaral                    | Temporadas 2–5                                    |
| 2013      | Revista do Cinema Brasileiro | Apresentadora                      |                                                   |
| 2016      | Os Suburbanos                | Samira                             | Temporada 2                                       |
| 2016      | Tempero Secreto              | Cristina de Bragança (Tita)        |                                                   |
| 2016      | Segredos de Justiça          | Cristiane                          | Episódio: "Mais Valem Dois Pais Na Mão"           |
| 2017      | Questão de Família           | Isabel                             | Temporada 3                                       |
| 2017      | Sob Pressão                  | Madalena Moreira                   | Temporada 1                                       |
| 2017      | País Irmão                   | Branca                             |                                                   |
| 2018      | Carcereiros                  | Míriam                             | Episódio: "Mandarim"                              |
| 2018      | Terrores Urbanos             | Aline Avelar                       | Episódio: "O Boneco"                              |
| 2019      | Irmandade                    | Lídia Neves                        | Episódio: "Irmão ajuda Irmão"                     |
| 2019–2020 | A Divisão                    | Detetive Roberta Campello          |                                                   |
| 2020      | Hard                         | Sofia Costa                        | Temporada 1                                       |
| 2022      | Um Lugar ao Sol              | Drª. Gabriela Macedo Gaspar        |                                                   |
| 2023      | Vizinhos                     | Helena Vitória Nancy Riroca        | "Sombra Boa" "O Vencedor" "Fronteira" "Os Outros" |
| 2024      | O Jogo que Mudou a História  | Detetive Roberta                   |                                                   |
| 2025      | Juntas e Separadas           | [ 30 ]                             |                                                   |

### Cinema
| Ano  | Título                                              | Personagem                | Notas                     |
| ---- | --------------------------------------------------- | ------------------------- | ------------------------- |
| 2003 | O Homem do Ano                                      | Érica                     |                           |
| 2004 | Xuxa e o Tesouro da Cidade Perdida                  | Helena                    |                           |
| 2005 | 2 Filhos de Francisco                               | Cleide                    |                           |
| 2006 | O Filme do Filme Roubado do Roubo da Loja de Filmes | Ela mesma                 | Curta-metragem            |
| 2007 | Vendedores                                          |                           |                           |
| 2010 | Como Esquecer                                       | Lisa                      |                           |
| 2012 | Tomate Cereja                                       | Carol                     | Curta-metragem            |
| 2013 | Vai que Dá Certo                                    | Jaqueline                 |                           |
| 2014 | Para Sempre Teu Caio F.                             | Ela mesma                 | Documentário              |
| 2015 | O Engano                                            | Mulher                    | Curta-metragem            |
| 2016 | Vai que Dá Certo 2                                  | Jaqueline                 |                           |
| 2016 | Um Homem Só                                         | Cecília                   |                           |
| 2016 | O Que Seria Deste Mundo Sem Paixão?                 |                           |                           |
| 2017 | Love Film Festival                                  | Natália                   |                           |
| 2018 | O Doutrinador                                       | Isabela Montessant        |                           |
| 2019 | Chorar de Rir                                       | Kitty Perequê             |                           |
| 2020 | A Divisão: O Filme                                  | Detetive Roberta Campello |                           |
| 2020 | Música para Morrer de Amor                          | Natália                   |                           |
| 2021 | Parêntesis                                          | Ela                       | também direção e produção |
| 2023 | La Situación                                        | Ana                       |                           |

### Participação em videoclipes
| Ano  | Artista        | Música                     |
| ---- | -------------- | -------------------------- |
| 2007 | Columbia       | "Amanhã"                   |
| 2012 | Lucas Santtana | "Pra onde irá Essa Noite?" |
| 2014 | Clara Valente  | "Pra Te Encontras"         |
| 2014 | Lulu Santos    | "Luiz Mauricio"            |
| 2016 | Paulo Carvalho | "Segredo"                  |

## Teatro
| Ano  | Peça                                               |
| ---- | -------------------------------------------------- |
| 1991 | Procura se um Amigo                                |
| 1992 | Namoro                                             |
| 1993 | Os sete Gatinhos                                   |
| 1995 | Bonitinha mas Ordinária                            |
| 1995 | Arthur Bispo de Rosário/A Via Sacra dos Contrários |
| 1996 | No de Gravata                                      |
| 1997 | A Beira do Mar Aberto                              |
| 2001 | Pinóquio                                           |
| 2003 | Zastrozzi                                          |
| 2004 | Esse Alguém Maravilhoso que Eu amei                |
| 2005 | Orlando                                            |
| 2006 | Do Outro lado da Tarde                             |
| 2006 | Eu Nunca disse que Prestava                        |
| 2009 | Quando se é Alguém                                 |
| 2010 | Comédia Russa                                      |
| 2011 | Trilhas Sonoras de Amor Perdidas                   |
| 2012 | JT – Um Conto de Fadas Punk                        |
| 2013 | Edukators                                          |
| 2016 | Jacqueline                                         |
| 2019 | Perfume de Mulher                                  |
| 2023 | Sra. Klein                                         |

## Prêmios e indicações
| Ano  | Associações                         | Categoria                | Nomeações                       | Resultado |
| ---- | ----------------------------------- | ------------------------ | ------------------------------- | --------- |
| 2004 | Grande Prêmio do Cinema Brasileiro  | Melhor Atriz Coadjuvante | O Homem do Ano                  | Indicada  |
| 2004 | Prêmio Guarani de Cinema Brasileiro | Melhor Atriz Coadjuvante | O Homem do Ano                  | Indicada  |
| 2004 | Prêmio Guarani de Cinema Brasileiro | Melhor Revelação do Ano  | O Homem do Ano                  | Indicada  |
| 2011 | Prêmio Guarani de Cinema Brasileiro | Melhor Atriz Coadjuvante | Como Esquecer                   | Indicada  |
| 2020 | Festival Sesc Melhores Filmes       | Melhor Atriz Nacional    | A Divisão                       | Indicada  |
| 2024 | Festival Sesc Melhores Filmes       | Melhor Atriz Nacional    | La Situación                    | Indicada  |
| 2024 | Prêmio FITA de Teatro               | Melhor Atriz             | Ensaio para um Adeus Inesperado | Pendente  |